# Jan Baptiste de Jonghe

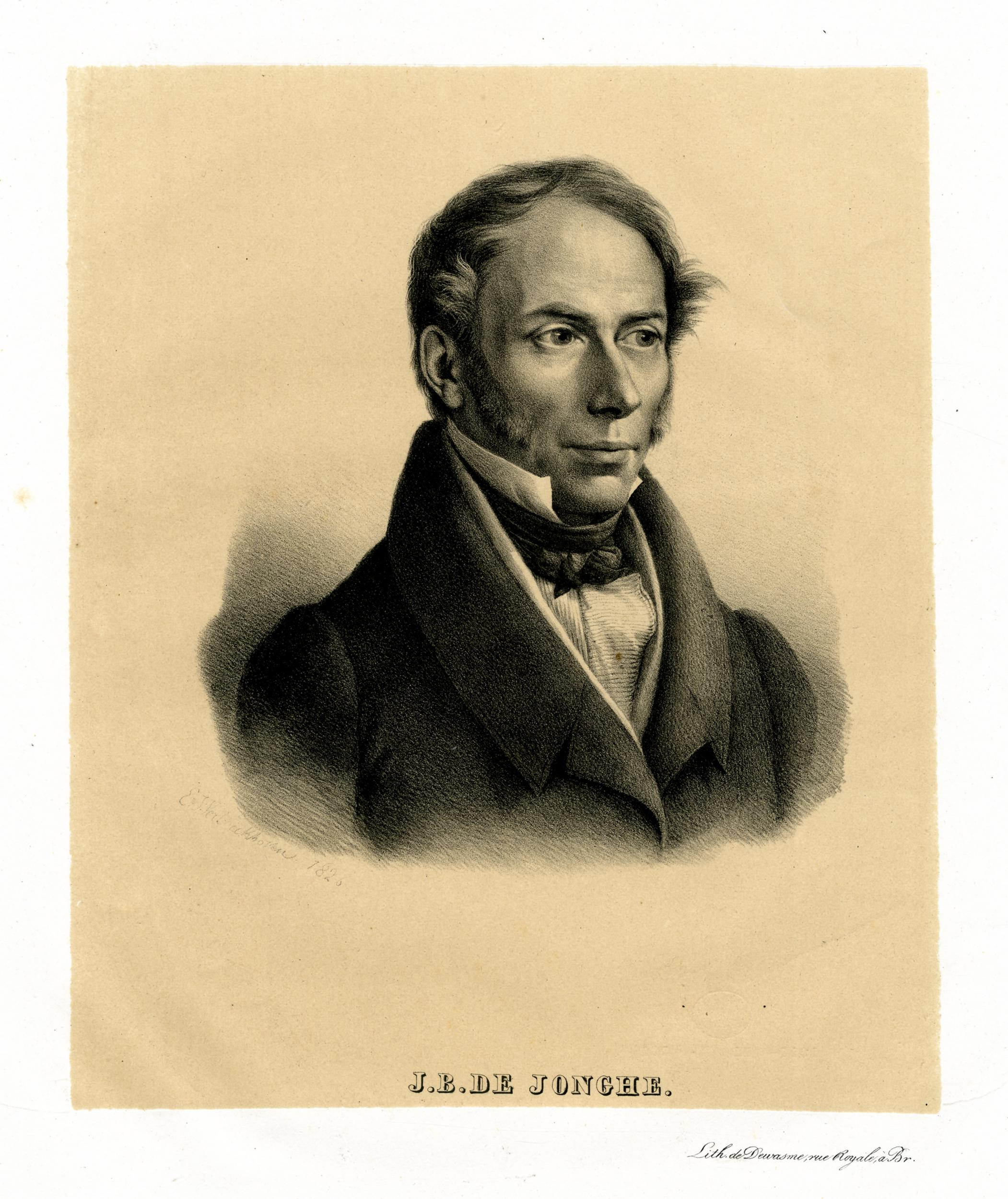
Jan Baptiste de Jonghe, 1826 gezeichnet von Eugène Verboeckhoven, lithografiert bei Antoine Dewasme-Plétinckx

Jan Baptiste de Jonghe (auch Jean-Baptiste de Jonghe, * 8. Januar 1785 in Kortrijk; † 14. Oktober 1844 in Schaerbeek/Schaarbeek) war ein flämisch-belgischer Maler und Lithograf. In seinen Gemälden finden sich häufig Landschaftsbilder mit Waldszenen mit Tieren. In seinem grafischen Werk thematisierte er darüber hinaus auch niederländische Stadtansichten. Ab 1826 war er als Kunstprofessor an der Akademie von Kortrijk, ab 1841 an der Akademie von Antwerpen tätig.

## Leben

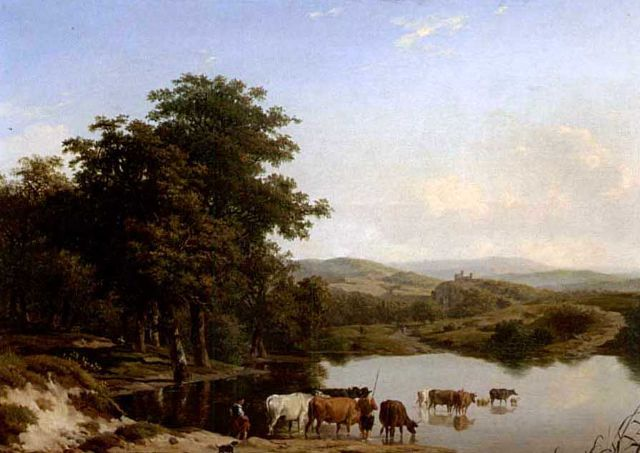
Jan Baptiste de Jonghe: Weide in den Ardennen

Jan Baptiste de Jonghe kam am 8. Januar 1785 in Kortrijk zur Welt. Seine Ausbildung zum Maler begann er an der Kunstakademie seiner Heimatstadt. Um 1805 wechselte er an die Kunstakademie von Antwerpen, um sein Studium bei dem neoklassizistischen Maler Balthasar-Paul Ommeganck fortzusetzen. Dieser förderte sein Talent für Landschaftsdarstellungen. Für das Gemälde Aufkommender Sturm erhielt de Jonghe 1812 den 1. Preis für Landschaftsgemälde der Société des Beaux-Arts in Gent. In den Folgejahren stellte er regelmäßig in den Kunstsalons sowohl in den Niederlanden, als auch in Frankreich aus. Unklar ist, ob er sich zu Studienzwecken ins Ausland begab. Vermutet werden Aufenthalte de Jonghes in Frankreich, England, Schottland und Italien. Beeinflusst durch die holländische Malerei des 17. Jahrhunderts – besonders von Jan van Goyen und Jacob Izaaksoon van Ruisdael – wählte er meist Landschaftsansichten seiner flandrischen Heimat als Bildmotiv. Häufig finden sich in seinen Bildern Waldszenen mit Wild- oder Haustieren. Die in seinen Arbeiten seltener vorkommenden Darstellungen von Menschen stammen meist von seinem Malerkollegen Eugène Joseph Verboeckhoven. 1823 bis 1824 gehörte er zu den Mitarbeitern der bei Antoine Dewasme-Plétinckx in Tournai unter dem Titel Collection historique des vues principales des Pays-Bas veröffentlichten Serie von Lithografien mit holländischen Ansichten. Hierbei entstanden auch einige seiner Architekturzeichnungen.
1826 erhielt er die Ernennung zum Kunstprofessor an der Akademie von Kortrijk. Hier veröffentlichte er sein Lehrbuch zur Landschaftszeichnung Principes de paysages dessinés d’après nature et exécutés sur pierre. Zu seinen Schüler gehörten Laurent Herman Redig (1822–1861) und Louis de Winter (1819–1900). Vom belgischen König Leopold I. erhielt er 1840 den Auftrag für sechs Ardennenlandschaften. In der Nachfolge von Ommeganck wirkte er von 1841 bis 1843 als Akademieprofessor in Antwerpen. Jan Baptiste de Jonghe starb am 14. Oktober 1844 in Schaerbeek/Schaarbeek. Sein Sohn Gustave Léonard de Jonghe war ebenfalls Maler.

## Gemälde in öffentlichen Sammlungen (Auswahl)
- Paysage, vue prise aux environs de Tournai, Königliche Museen der Schönen Künste, Brüssel
- Aufkommender Sturm – Museum voor Schone Kunsten, Gent
- Landschaft in den Ardennen – Musée d’Art Moderne et d’Art Contemporain, Lüttich
- In den Ardennen – Königliches Museum der Schönen Künste, Antwerpen
- Un jour de marché à Courtray seit 1828 Rijksmuseum Amsterdam